# 成团站
成团站是位于广西壮族自治区柳州市柳江区成团乡的一个铁路车站，邮政编码545103。车站建于1979年，有焦柳铁路经过该站，现仅办理货运业务，不办理客运业务。车站距离月山站1632公里，隶属南宁铁路局，是四等站。